# Pobereżne (obwód winnicki)
Pobereżne (ukr. Побережне) – wieś na Ukrainie, w obwodzie winnickim, w rejonie winnickim, nad rzeką Woronką. W 2001 roku liczyła 718 mieszkańców.
Do 1964 roku miejscowość nosiła nazwę Zarudynci (ukr. Зарудинці).